# Capitainerie générale de Saint-Domingue
 (janvier 2025).
Si vous disposez d'ouvrages ou d'articles de référence ou si vous connaissez des sites web de qualité traitant du thème abordé ici, merci de compléter l'article en donnant les références utiles à sa vérifiabilité et en les liant à la section « Notes et références ».
1535–1795
1809–1821
1861–1865
Entités précédentes :
- Vice-royauté des Indes
- Saint-Domingue
(partie orientale en 1809)

Entités suivantes :
- Porto Rico (1792)
- Saint-Domingue
(partie occidentale en 1697, orientale en 1795)
- Haïti espagnol
(partie orientale en 1821)
- République dominicaine
(partie orientale en 1867)

La capitainerie générale de Saint-Domingue est une capitainerie générale coloniale espagnole fondée au début du XVIe siècle et qui exista sur différentes périodes jusqu'en 1865.

## Histoire
La capitainerie générale de Saint-Domingue fut créée en 1535  et était rattachée à la Nouvelle-Espagne et à la Real Audiencia de Saint-Domingue.
La Real Audiencia de Saint-Domingue fut créée en 1511 mais ne s'installa sur l'île de l’Hispaniola (espagnol : La Española) qu'en 1526. Elle administrait toutes les Indes Occidentales avant que d'autres Audiencias ne soient progressivement créées sur le Nouveau-Monde.

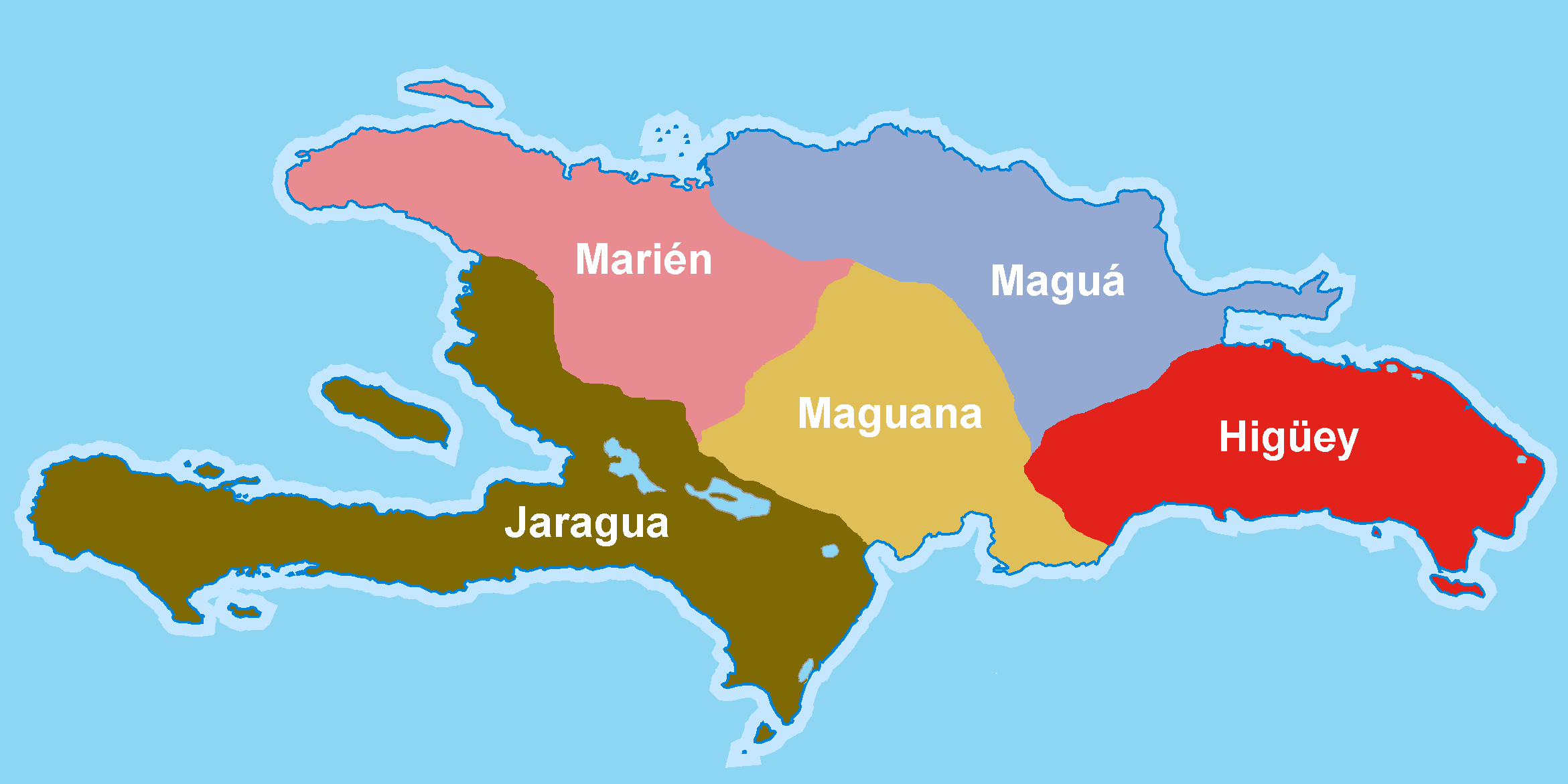
Carte des Cacicazgos (tribus indigènes) d'Hispaniola à l'arrivée des conquistadors.

La capitainerie couvrait à sa création l'île de Saint-Domingue (ou Hispaniola), Cuba et Porto Rico (ces deux dernières furent séparées de la capitainerie lors de la création de la capitainerie générale de Cuba en 1664 et celle de Port Rico en 1792), et avait pour capitale la ville de Saint-Domingue. 
Cependant, à partir du début du XVIIe siècle, Hispaniola fut très vite convoitée par les flibustiers français, établis dans l'île de la Tortue située sur la côte  nord-ouest, d'où ils pillaient les galions espagnols qui faisaient route vers l'Espagne.
La moitié occidentale de l'île allait peu à peu revenir aux boucaniers qui ravitaillaient en viande les flibustiers.

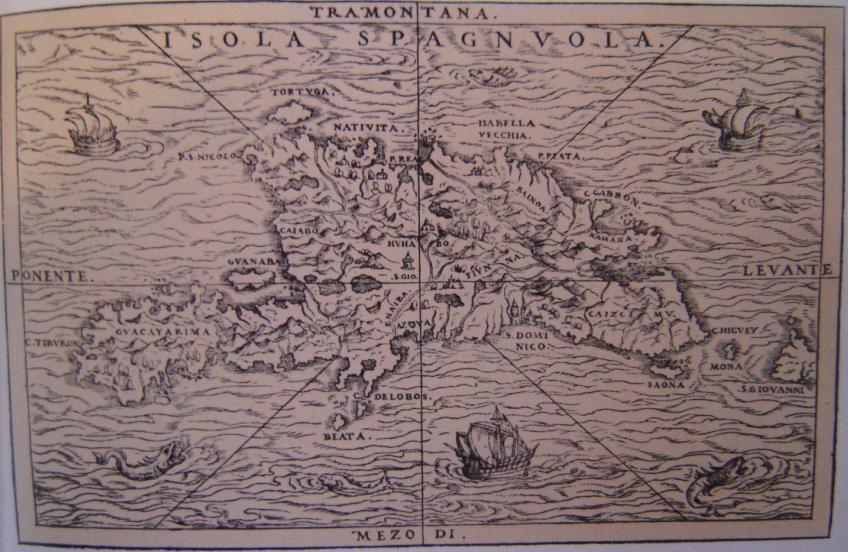
Carte de l'île d'Hispaniola au XVe siècle

En 1665, la  colonisation française fut officiellement reconnue par Louis XIV. Bertrand d'Ogeron fut alors nommé gouverneur de cette partie de l'île qui prit le nom de Saint-Domingue. 
En octobre 1697, le traité de Ryswick mit fin à la guerre franco-espagnole et reconnut à la France le droit de se maintenir sur la partie occidentale de l'île, l'Espagne conservant la partie orientale.
Puis la partie orientale tomba également entre les mains des français en 1795, lors de la signature du traité de Bâle. Cette réunification fut néanmoins de courte durée, puisque l'ouest de l'île fut très vite secoué par la révolution haïtienne, que l'expédition de Saint-Domingue envoyée par Bonaparte ne put mater, et qui aboutira à l'indépendance de la république d'Haïti, première république noire du monde, proclamée en 1804 par Jean-Jacques Dessalines.
Par la suite, une révolte des habitants hispanico-créoles délogera les Français de la partie orientale en 1809.
L'Espagne récupérant sa colonie s'y maintiendra jusqu'à ce que l'indépendance de l'Haïti espagnol soit proclamée le 1er décembre 1821. Mais les Haïtiens envahirent la partie orientale de l'île dès 1822. Les Dominicains durent proclamer une nouvelle fois leur indépendance en 1844 et expulsèrent les haïtiens ; l'Espagne ne reconnut l'indépendance de Saint-Domingue qu'en 1855. Ils reprirent (es) cependant la partie orientale de l'île en 1861 à la suite de la décision du président Pedro Santana et réinstallèrent la capitainerie. Mais la guerre de restauration mit définitivement fin à la domination espagnole et à la capitainerie générale en 1865.